# Universidad Hong Duc
Universidad Hong Duc (HDU; en francés: Université Hong Duc) es una universidad pública en Vietnam, ubicada en la ciudad de Thanh Hoa, cerca de la escuela secundaria Lam Son y la playa Sầm Sơn.

## Programa académico
La organización de la universidad actualmente consta de 33 unidades afiliadas, incluidas 12 facultades de formación, diez oficinas, tres juntas y siete centros y puestos médicos.

main campus in Dong Ve ward

La escuela coopera con escuelas, institutos y organizaciones, incluidas la Universidad de Zielona Góra (Polonia), la Universidad de Greifswald, la Universidad de Ciencias Aplicadas de Anhalt (Alemania), la Universidad de Soongsil (Corea), la Universidad de Aix-Marsella (Francia)...
Los estudiantes de la universidad se han unido a la Delegación Provincial de Atletas para asistir al Congreso Nacional de Deportes y al Campeonato del Sudeste Asiático. Han ganado muchas medallas, incluidas 16 medallas de oro, plata y bronce en taekwondo, vovinam, sepak takraw, wushu, kickboxing y muay.

## Alumnos notables
Nguyễn Thị Hương, taekwondo
Lê Thị Hiền, vovinam
Vũ Tú, escultor, mejor estudiante